# Görsdorf b. Storkow
Görsdorf is een plaats in de Duitse gemeente Storkow (Mark), deelstaat Brandenburg, en telt 556 inwoners (2006).

## Galerij

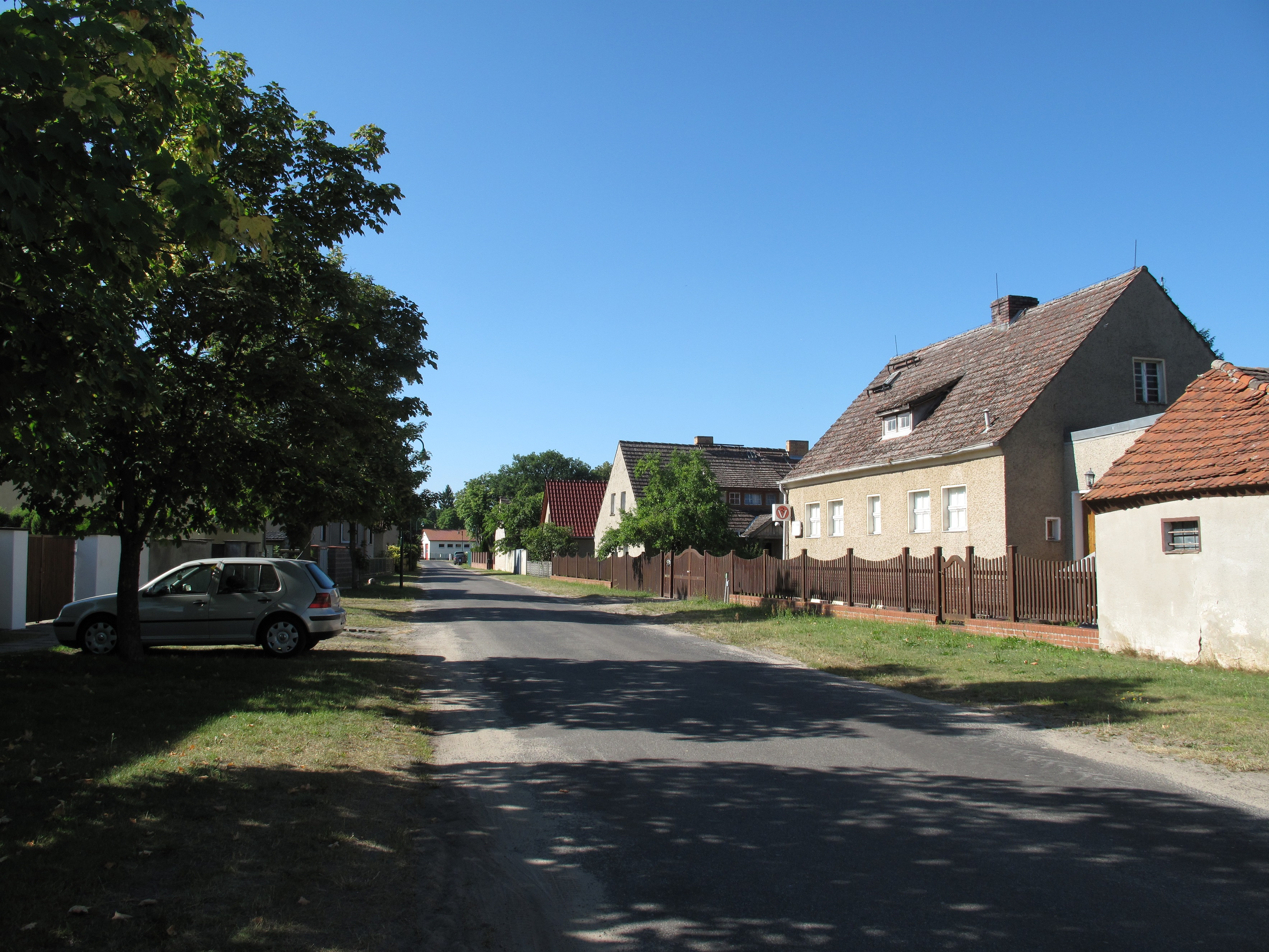
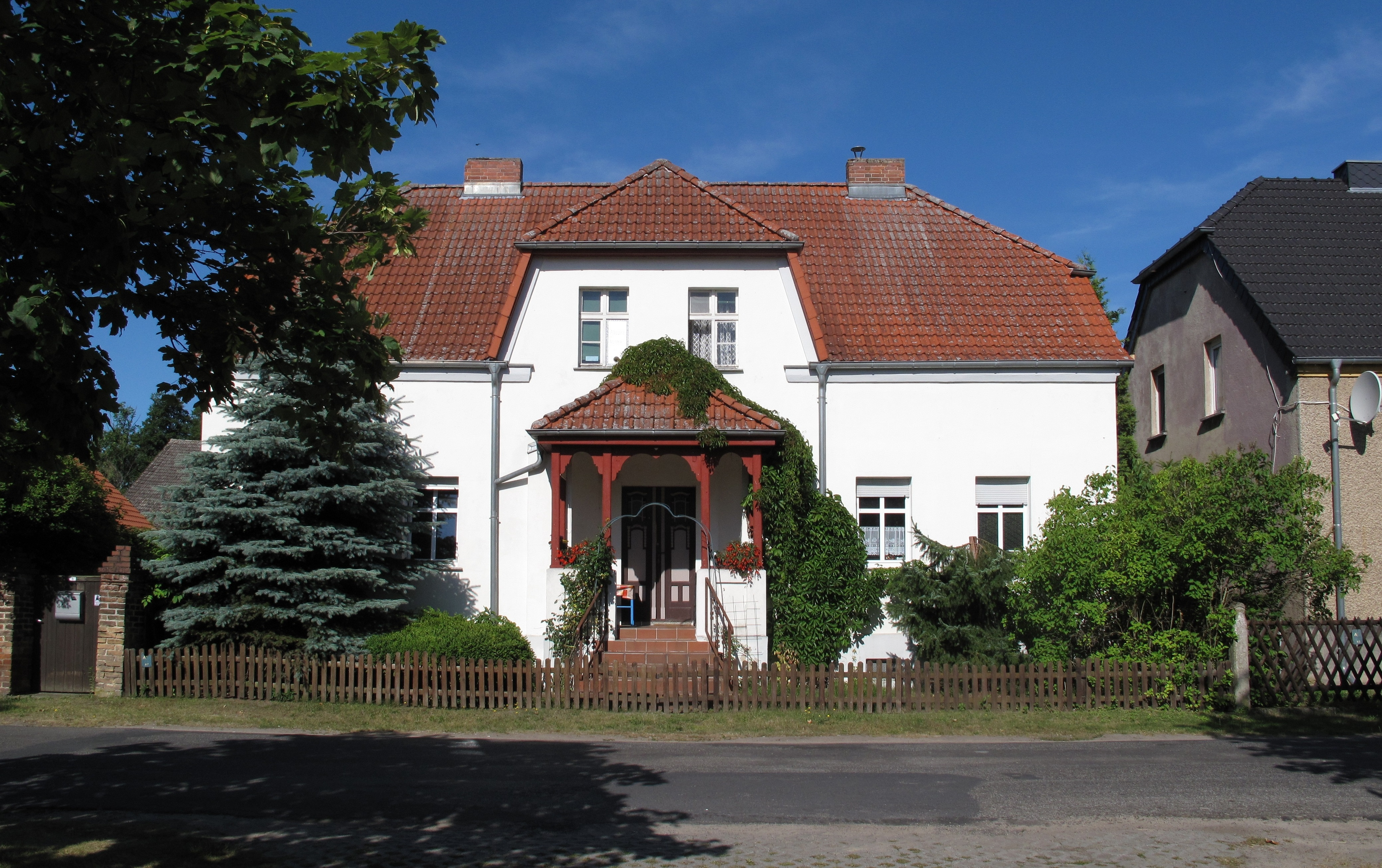
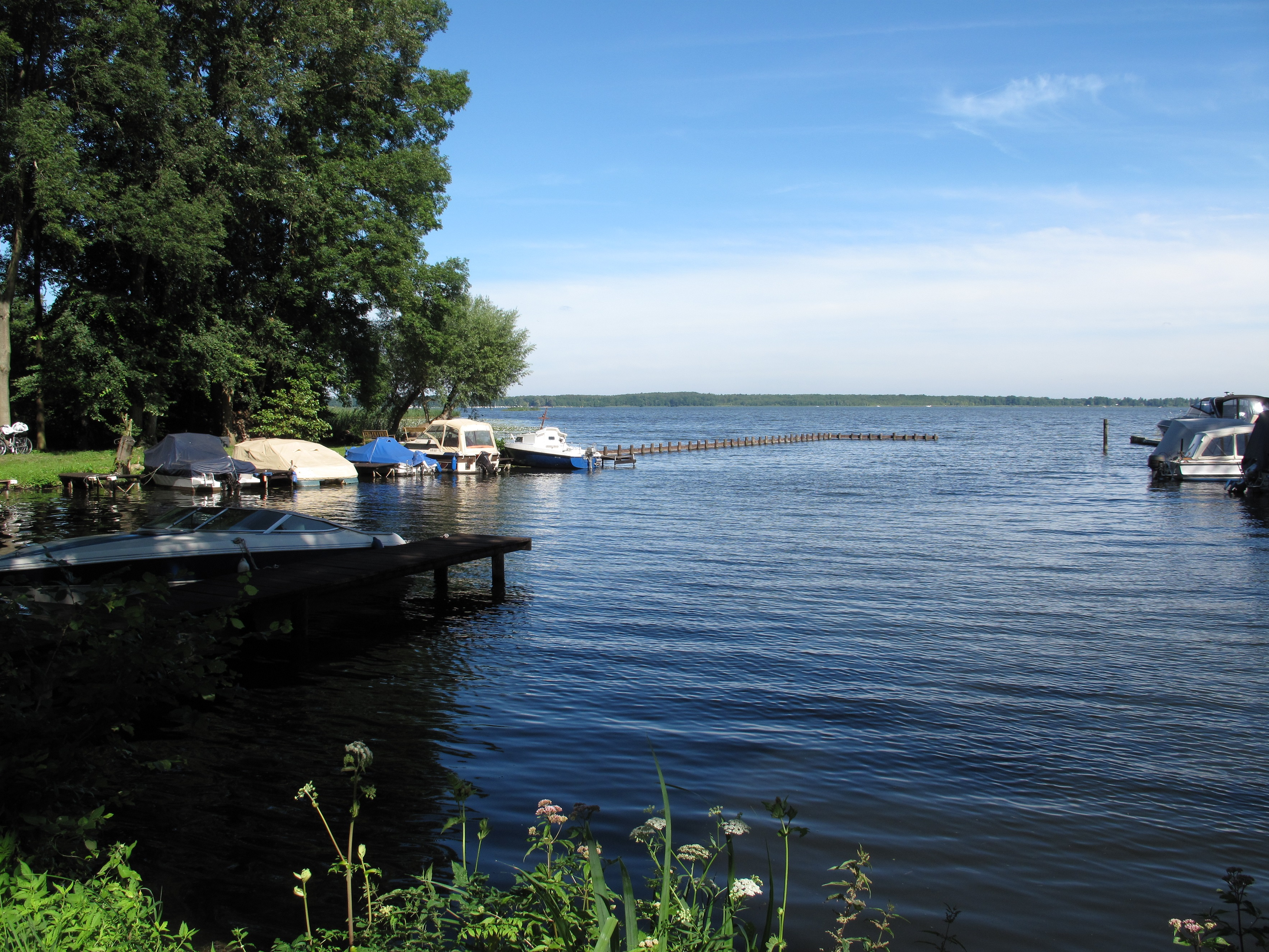
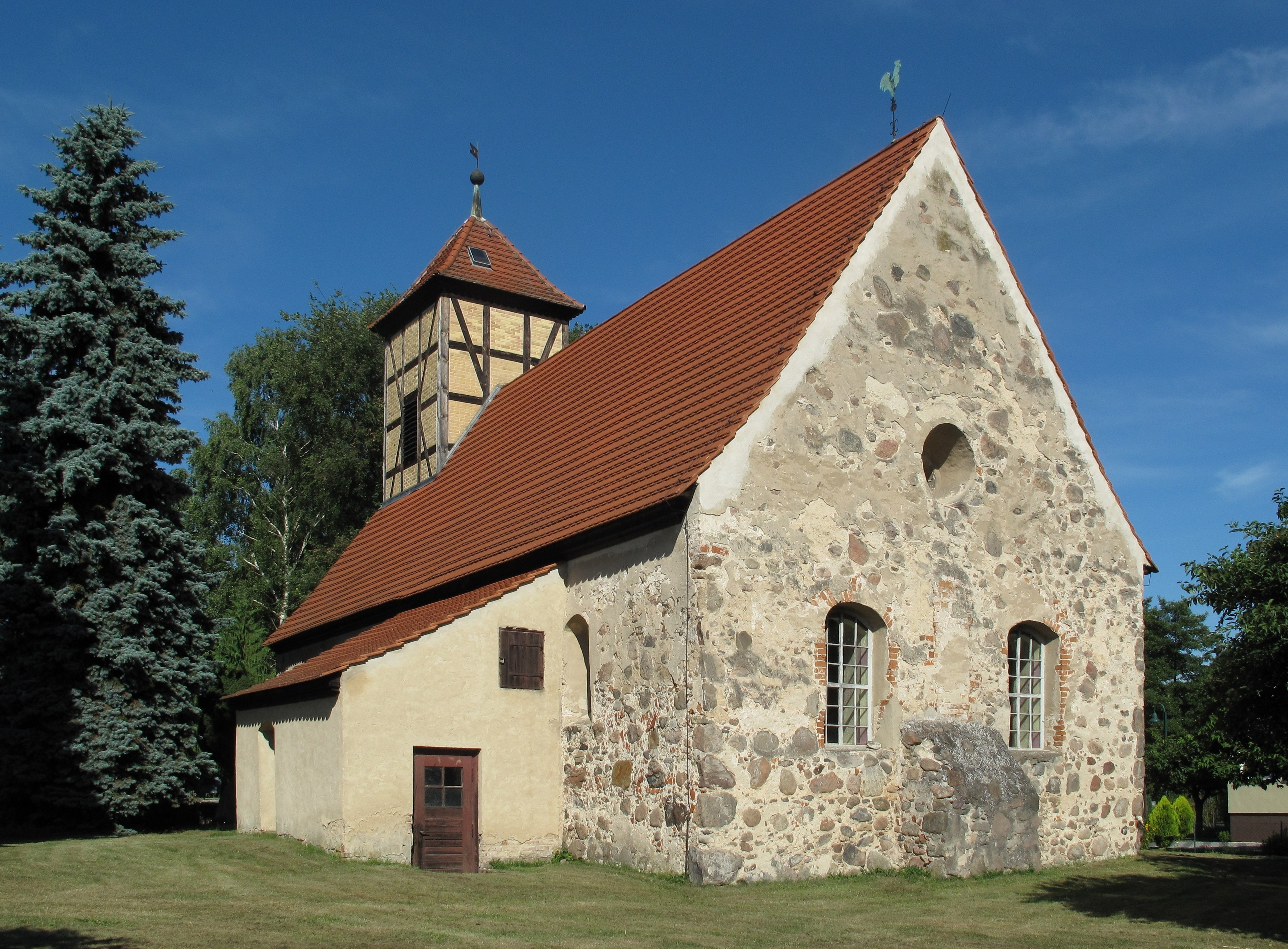